# Agos-Vidalos
Agos-Vidalos település Franciaországban, Hautes-Pyrénées megyében. Lakosainak száma 393 fő (2022. január 1.). Agos-Vidalos Viger, Ouzous, Ayzac-Ost, Boô-Silhen, Geu, Ger és Ossen községekkel határos.

## Népesség
A település népességének változása:
| Lakosok száma | 411  | 430  | 435  | 416  | 407  | 409  | 406  | 400  | 393  |
|               | 2013 | 2015 | 2016 | 2017 | 2018 | 2019 | 2020 | 2021 | 2022 |